# Корпус (техніка)
Ко́рпус (від лат. corpus — «тіло») — основна частина машини, механізму.
Корпус легкового автомобіля — кузов на шасі, корпус вантажівки — шасі з кабіною. Корпус літака — фюзеляж, що складається з силового набору, утвореного стрингерами, лонжеронами і шпангоутами, та накладеної поверх нього обшивки. Корпус судна частіше за все складається з набору, утвореного кілем, форштевнем, ахтерштевнем, шпангоутами, стрингерами та бімсами з пілерсами, і покривною обшивкою; рідше трапляються корпуси без набору — з несною обшивкою (наприклад, дощаники), з суцільнодерев'яним корпусом (довбанки).